# Diana Maza
Diana Cecilia Maza Romero (ur. 4 października 1984) – ekwadorska judoczka. Olimpijka z Aten 2004, gdzie odpadła w eliminacjach w wadze półśredniej.
Uczestniczka mistrzostw świata w 2003. Startowała w Pucharze Świata w 2004. Zajęła piąte miejsce na igrzyskach panamerykańskich w 2003, a także na mistrzostwach panamerykańskich w 2004. Brązowa medalistka igrzysk Ameryki Południowej w 2002 i 2006. Zdobyła dwa medale na mistrzostwach Ameryki Południowej. Wygrała igrzyska boliwaryjskie w 2001; trzecia w 2009 roku.

## Letnie Igrzyska Olimpijskie 2004
| Konkurencja | Eliminacje             | Repasaże             | Klas. końcowa |
| Konkurencja | Przeciwnik I           | Przeciwnik I         | Miejsce       |
| ----------- | ---------------------- | -------------------- | ------------- |
| 63 kg       | Ayumi Tanimoto (JPN) P | Saida Dhahri (TUN) P | II runda      |